# Miagrammopes brasiliensis
Miagrammopes brasiliensis är en spindelart som beskrevs av Roewer 1951. Miagrammopes brasiliensis ingår i släktet Miagrammopes och familjen krusnätsspindlar. Inga underarter finns listade i Catalogue of Life.